# IC 3604
IC 3604 ist eine Spiralgalaxie mit aktivem Galaxienkern vom Hubble-Typ Sa im Sternbild Jungfrau auf der Ekliptik. Sie ist schätzungsweise 589 Millionen Lichtjahre von der Milchstraße entfernt und hat einen Durchmesser von etwa 55.000 Lichtjahren.
Im selben Himmelsareal befinden sich u. a. die Galaxien NGC 4579, IC 3573, IC 3577, IC 3624.
Das Objekt wurde am 10. Mai 1904 von Royal Harwood Frost entdeckt.